# Довгий день
«Довгий день» (рос. «Длинный день») — радянський художній фільм 1961 року, знятий режисером Рафаїлом Гольдіним за сценарієм Бориса Васильєва.

## Сюжет
Інженер Роман несподівано дізнається, що його дружина Катя більше його не любить, а любить його друга Петра, першокласного слюсаря, і хоче до нього піти. Так починається ранок найдовшого в році дня. Вражений Роман вимагає у дружини і Петра припинення спілкування одне з одним. Однак, не допускаючи втручання особистого життя в суспільне, Роман вирушає з Петром у відрядження на будівництво ГЕС, на якому сталася поломка виготовленого на їх машинобудівному заводі екскаватора. Заводська комісія встановлює причину поломки, але Петро під час випробування екскаватора показує себе таким висококласним екскаваторником, що начальник ділянки пропонує йому нове місце роботи на будівництві. Петро погоджується, зажадавши натомість забезпечити його окремим житлом (кімнатою). Під час обіду до представників заводу підійшов кранівник Матвеїч, який розповів їм свою раціоналізаторську пропозицію. Петро і Роман вирушають до Матвєїча на кран, але в результаті нещасного випадку Петро отримує важку травму і лише завдяки Роману уникає загибелі. Роман і Петро повертаються в своє місто на попутному транспорті. За час поїздки Роман розуміє, що причиною відходу дружини стало його патріархальне ставлення до неї, а Петро — те, наскільки важко його другу від руйнування сім'ї, причиною якого він стає. Катя випадково заходить у свій цех, де вона працювала до шлюбу, і усвідомлює необхідність великої роботи і неможливість залишатися домогосподаркою. Для всіх трьох настає ранок нового дня...

## У ролях
- Афанасій Кочетков —  Роман
- Євген Лазарєв —  Петро
- Валентина Пугачова —  Катя
- Адольф Ільїн —  Матвеїч, кранівник-винахідник
- Людмила Маркелія —  Люся
- Анна Обручева —  Валя  (озвучує  Марія Виноградова)
- Анатолій Ромашин —  Володимир Іванович, інженер
- Віктор Уральський —  Вася, шофер
- Леонід Харитонов —  Льоша, екскаваторник
- Олексій Бахарь —  лейтенант ДАІ
- Юрій Медведєв —  Гребєшков
- Олег Николаєвський —  водій «Волги»

## Знімальна група
- Режисер — Рафаїл Гольдін
- Сценарій — Борис Васильєв
- Директор фільму — Микола Сліозберг
- Оператор — Василь Кирбижеков, Майя Меркел
- Композитор — Мікаел Таривердієв
- Художник — Олексій Лебедєв
- Монтажниця — Людмила Чузо

## Факти про фільм
- Фільм був знятий в селищі Чайковський  Пермської області на будівництві  Воткинської ГЕС. У зйомках брали участь будівельники гідроелектростанції і робочі з заводів.
- Найдовший день в році, протягом якого відбувалася дія фільму, — це 22 червня (17 годин 34 хвилини на широті Москви).
- Перші сцени фільму зняті в Свердловську, в Орджонікідзевському районі, на Уралмаші. Показані вулиці: Культури, 40-річчя жовтня. ГАЗик їде по вулиці 40-річчя, головні герої живуть в будинку по вулиці Культури (парна сторона вулиці). У спогадах про перші зустрічі, герой (і глядач) бачить, як пара гуляє по проспекту Леніна. Вони йдуть від УТІ до Дамбі на ріки Ісеть (це центр міста). Потім — вздовж набережної.